# Asuka-kyō
Asuka-kyō (jap. 飛鳥京 Asuka-kyō) – siedziba dworu cesarskiego i stolica Japonii w różnych latach okresu Asuka (538–710). 
Zlokalizowana w historycznej prowincji Yamato, w miejscu współczesnej wsi Asuka, w prefekturze Nara.